# تقنية عسكرية

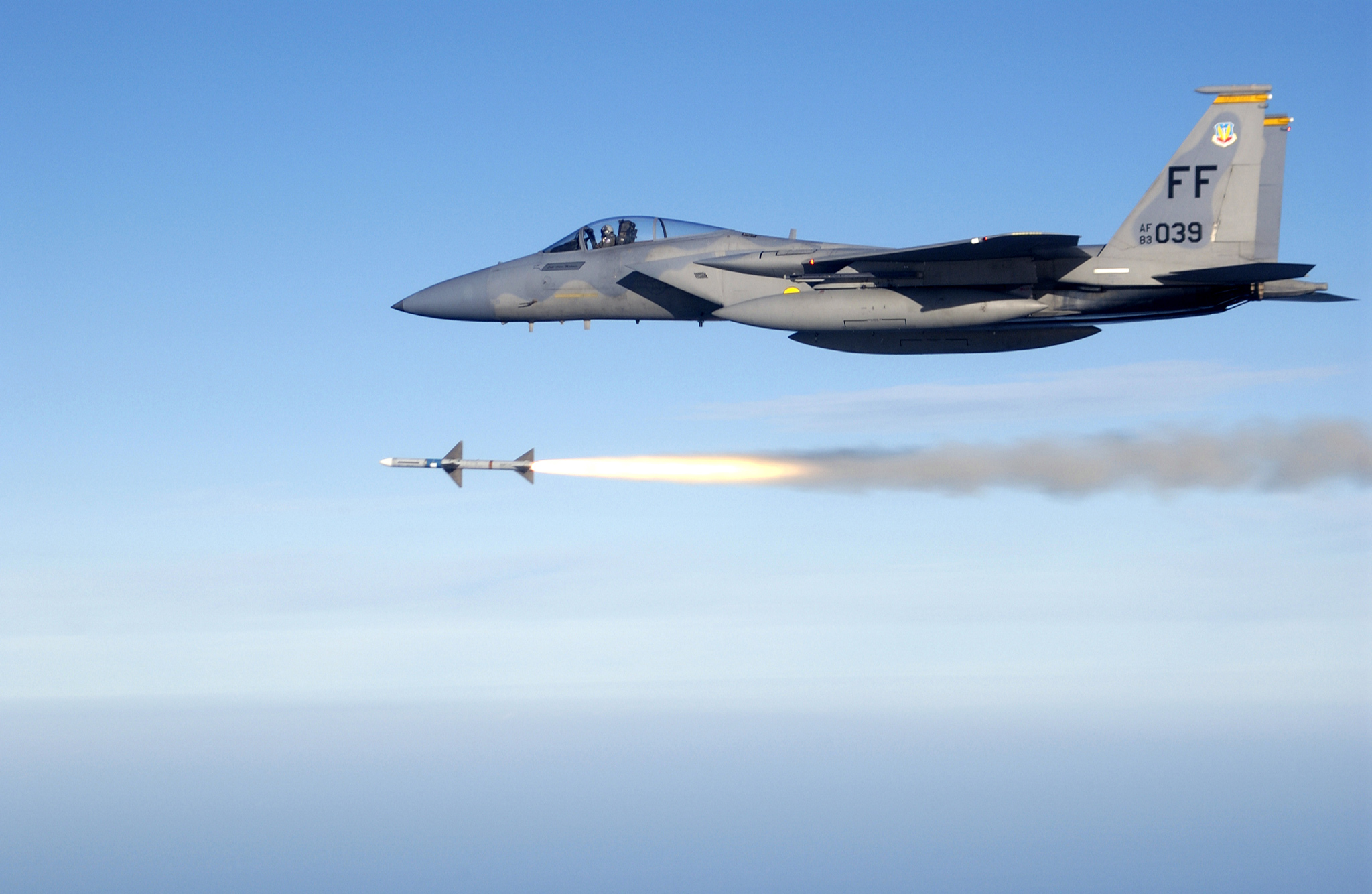
الطيران العسكري وتوجيه الصواريخ هي أمثلة على التقنيات العسكرية الحديثة.

التقنية العسكرية هي مجموعة المعدات والمركبات والإنشاءات ونظم الاتصالات التي تصمم بغرض الاستخدام في الحروب. وتشمل تقنيات عسكرية خالصة وغير ذات نفع أو خطيرة الاستخدام ـ دون تدريب عسكري كافٍ ـ في الحياة المدنية.
يقوم على أبحاث ابتكار وتطوير التقنيات العسكرية عادةً علماء ومهندسين لاستخدام القوات المسلحة. وقد جاءت العديد من التقنيات الجديدة كنتيجة للتمويل العسكري للبحث العلمي. وهندسة السلاح هي علم تصميم وتطوير واختبار وصيانة الأسلحة والنظم العسكرية، وتستمد علومها من العديد من المبادئ الهندسية التقليدية، ومنها الهندسة الميكانيكية والهندسة الكهربية وهندسة الميكاترونيات والبصريات الكهربائية وهندسة الطيران والفضاء الجوي وهندسة المواد والهندسة الكيميائية.

## الأسلحة والذخائر
السلاح الناري هو سلاح يدوي يطلق إما مقذوف واحد أو عدة مقذوفات معتمداً على الدفع الناجم عن الغازات التي ينتجها اشتعال مادة دافعة بسرعة في حيز محدود.
- السلاح الناري الآلي

المدفعية هي أسلحة ذات عيار كبير في الأغلب تطلق مقذوفات إلى مسافات بعيدة ويقوم على تشغيل المدفع طاقم مخصص له يحدد المسارات المباشرة وغير المباشرة للقذيفة.
- الصواريخ
- الأبراج: وهي مصطلح يطلق على التحصينات الحربية، كما يطلق على أبراج الدبابات والبوارج الحربية.

أسلحة الالتحام المباشر وتشمل السيوف والهراوات والرماح والفؤوس والقبضات، وأي أداة يمكن بها إصابة أو طعن أو وخز الخصم.
- قائمة الأسلحة
- آلات الحصار في العصور الوسطى

يتسع معنى الذخيرة ليشمل القنابل والقذائف والرؤوس الحربية والألغام.
- الرصاص
- القذائف
- القنابل
- الألغام
  - الألغام الأرضية
  - الألغام البحرية

## الدروع
الدرع هو نسيج واقِ الهدف منه حماية من يرتديه من الأذى المقصود أو غير المقصود أثناء القتال.
- قائمة أنواع الدروع
- مركبات القتال المدرعة

## المركبات ووسائل النقل
المركبات العسكرية: هي مركبات تستخدم في القتال أو النقل البري، وهي باستثناء ما يتم عن طريق السكك الحديدية، مركبات تصمم لاستخدام القوات المسلحة.
الطيران الحربي: يشمل استخدام القوات المسلحة للطائرات في أغراض كالنقل والتدريب والإغاثة والدوريات الحدودية والبحث والإنقاذ والمراقبة والمسح وحفظ السلام والقتال الجوي.
- قائمة الطائرات

السفن الحربية: هي مركبات مائية للقتال والنقل في البحار والمحيطات.
- الغواصات
- أنظمة الصواري والأشرعة المعقدة التي كانت تستخدم في السفن أثناء ما سمي بعصر الأشرعة

## الروبوتات العسكرية
الروبوتات العسكرية هي روبوتات ذاتية يمكن التحكم بها عن بعد، أو هي أنظمة قائمة على مباديء علم الروبوتية بغرض استخدامها في الأغراض الحربية.
- عربة برية غير مأهولة
- طائرة قتالية بدون طيار

## التحصينات
التحصينات هي الإنشاءات والمباني التي تصمم للأغراض الدفاعية أثناء الحروب.

## المجسات وأجهزة الاتصال
تستخدم أنظمة الاستشعار والاتصال لاكتشاف وجود العدو وتنسيق تحركات القوات وتوجيه الأسلحة.
- الرادار
- الصواريخ الموجهة
- توجيه الأسلحة باستخدام أنظمة التموضع العالمي (جي بي إس)

## التقنية الحديثة

### الجيوش
ابتكرت إمبراطوريات البارود الإسلامية العديد من الأسلحة النارية والمدافع والأسلحة الصغيرة المتقدمة. ولوحظ استخدام الأسلحة المبتكرة حديثًا في الهند المغولية خلال فترة التصنيع الأولي.
كان للتطوير السريع في التقنية العسكرية تأثير هائل على الجيوش والقوات البحرية في العالم الصناعي خلال الفترة 1740-1914. بالنسبة للحرب البرية، تلاشت أهمية سلاح الفرسان، وحوّل إلى سلاح المشاة من خلال استخدام بنادق ملقمة عالية الدقة وسريعة، واستخدام البارود عديم الدخان. طُورت الرشاشات الآلية في ستينيات القرن التاسع عشر في أوروبا. وأصبحت المدفعية الصاروخية والصواريخ المايسورية، اللتان ابتكرهما السلطان الهندي المسلم تيبو، أكثر قوة مع وصول مواد جديدة شديدة الانفجار (تعتمد على النيتروغليسرين) خلال الحروب الأنجلو-ميسورية، وابتكر الفرنسيون مدفعية ميدانية سريعة الطلقات أكثر دقة. تحسين الدعم اللوجستي ودعم الاتصالات للحرب البرية بشكل كبير مع استخدام السكك الحديدية والتلغراف. وفر التصنيع قاعدة من المصانع التي يمكن تحويلها لإنتاج الذخائر، والزي الرسمي، والخيام، والعربات والإمدادات الأساسية. وسعّت المرافق الطبية وأُعيد تنظيمها بالاعتماد على المستشفيات المحسنة وإنشاء التمريض الحديث، الذي تميزت به فلورنس نايتينجيل في بريطانيا خلال حرب القرم في 1854-1856.

### القوات البحرية
تطورت الحرب البحرية من خلال العديد من الابتكارات، أبرزها المحرك البخاري المعتمد على الفحم، والمدافع البحرية طويلة المدى عالية الدقة، والمدرعات الفولاذية الثقيلة للبارجات، والألغام، واستحداث الطوربيد، يليه زورق الطوربيد والمدمرة. استُبدل النفط الأكثر كفاءة بالفحم في نهاية المطاف بعد عام 1900، ولكن في نفس الوقت كان على القوات البحرية ذات النطاق الدولي الاعتماد على شبكة من محطات التزود بالوقود لتعبئة الوقود. قدمتها الإمبراطورية البريطانية بوفرة، وكذلك فعلت الإمبراطورية الفرنسية لكن بدرجة أقل. تطورت الكليات الحربية، وأصبحت النظرية العسكرية تخصصًا؛ دُرّس الطلاب العسكريون وكبار القادة نظريات جوميني وكلاوزفيتز وماهان، وشاركوا في ألعاب المحاكاة الحربية. نحو عام 1900، ظهرت ابتكارات جديدة كليًا مثل الغواصات والطائرات، وسرعان ما كُيّفت لخوض الحرب بحلول عام 1914. دمجت بارجة إتش إم إس دريدنوت البريطانية (1906) العديد من التقنيات الحديثة في الأسلحة والدفع والدروع بضربة واحدة، فجعلت بذلك جميع البوارج الأخرى متقادمة.

### التنظيم والتمويل
طُورت أدوات مالية جديدة لتمويل تكاليف الحرب المتزايدة بسرعة، مثل مبيعات السندات المشهورة وضرائب الدخل وتمويل مراكز البحوث الدائمة. ابتكر أشخاص منفردون مع فرق صغيرة من المساعدين وروجوا العديد من ابتكارات القرن التاسع عشر إلى حد كبير، مثل ديفيد بوشنل والغواصة، وجون إريكسون والبارجة، وهيرام مكسيم والرشاش الآلي، وألفريد نوبل والمتفجرات شديدة الانفجار. بحلول عام 1900، بدأ الجيش يدرك أنه بحاجة إلى الاعتماد أكثر على مراكز البحوث واسعة النطاق، التي احتاجت إلى التمويل الحكومي. جلبوا قادة الابتكار المنظم مثل توماس إديسون في الولايات المتحدة والكيميائي فريتز هابر من معهد القيصر فيلهلم في ألمانيا.

## التقنية ما بعد الحديثة
ظهرت مرحلة ما بعد الحداثة للتقنية العسكرية في أربعينيات القرن الماضي، وحظيت بالتقدير بفضل الأولوية العليا الممنوحة خلال الحرب للبحث والتطوير العلمي والهندسي المتعلق بالأسلحة النووية، والرادارات، والمحركات النفاثة، والقذائف ذات المصاهر الاقترابية، والغواصات المتقدمة، وحاملات الطائرات وأسلحة أخرى. واستمرت الأولوية العليا في القرن الحادي والعشرين. وتشمل التطبيق العسكري للبحوث العلمية المتقدمة المتعلقة بالأسلحة النووية، والمحركات النفاثة، والصواريخ البالستية الموجهة، والرادارات، والحرب البيولوجية، واستخدام الإلكترونيات والحواسيب والبرمجيات.